# Direttore delle comunicazioni della Casa Bianca
Il direttore delle comunicazioni della Casa Bianca (White House Director of Communications), noto anche come assistente del presidente per le comunicazioni è un membro dell'ufficio esecutivo del Presidente degli Stati Uniti d'America. Si occupa delle relazioni del suddetto con i media, ad esempio nelle campagne elettorali o durante il suo insediamento. In linea generale il direttore delle comunicazioni è responsabile della promozione dell'immagine del Presidente e delle sue pubbliche relazioni.
La figura del direttore delle comunicazioni venne istituita nel 1969 dal presidente Nixon. Da allora tutti coloro che hanno rivestito questo ruolo hanno lavorato parallelamente al portavoce della Casa Bianca e addirittura nei primi mesi dell'amministrazione Clinton, il direttore delle comunicazioni George Stephanopoulos svolse de facto le funzioni della portavoce Dee Dee Myers.
Generalmente il direttore delle comunicazioni viene selezionato fra i collaboratori che durante la campagna elettorale hanno gestito le pubbliche relazioni del candidato presidente.. Il direttore attualmente in carica è Steven Cheung.

## Direttori delle comunicazioni
| Portavoce              | Inizio mandato   | Fine mandato     | Presidente        |
| ---------------------- | ---------------- | ---------------- | ----------------- |
| Herb Klein             | 20 gennaio 1969  | 1 luglio 1973    | Richard Nixon     |
| Ken Clawson            | 30 gennaio 1974  | 4 novembre 1974  | Richard Nixon     |
| Ken Clawson            | 30 gennaio 1974  | 4 novembre 1974  | Gerald Ford       |
| Jerry Warren           | 4 novembre 1974  | 15 agosto 1975   |                   |
| Margita White          | 15 agosto 1975   | 12 luglio 1976   |                   |
| David Gergen           | 12 luglio 1976   | 20 gennaio 1977  |                   |
| Gerald Rafshoon        | 1 luglio 1978    | 14 agosto 1979   | Jimmy Carter      |
| Frank Ursomarso        | 23 febbraio 1981 | 17 giugno 1981   | Ronald Reagan     |
| David Gergen           | 17 luglio 1981   | 15 gennaio 1984  | Ronald Reagan     |
| Michael A. McManus Jr. | 15 gennaio 1984  | 6 febbraio 1985  | Ronald Reagan     |
| Pat Buchanan           | 6 febbraio 1985  | 1 marzo 1987     | Ronald Reagan     |
| Jack Koehler           | 1 marzo 1987     | 13 marzo 1987    | Ronald Reagan     |
| Tom Griscom            | 2 aprile 1987    | 1 luglio 1988    | Ronald Reagan     |
| Mari Maseng            | 1 luglio 1988    | 20 gennaio 1989  | Ronald Reagan     |
| David Demarest         | 20 gennaio 1989  | 23 agosto 1992   | George H. W. Bush |
| Margaret Tutwiler      | 23 agosto 1992   | 20 gennaio 1993  | George H. W. Bush |
| George Stephanopoulos  | 20 gennaio 1993  | 7 giugno 1993    | Bill Clinton      |
| Mark Gearan            | 7 giugno 1993    | 14 agosto 1995   | Bill Clinton      |
| Don Baer               | 14 agosto 1995   | 31 luglio 1997   | Bill Clinton      |
| Ann Lewis              | 31 luglio 1997   | 10 marzo 1999    | Bill Clinton      |
| Loretta Ucelli         | 10 marzo 1999    | 20 gennaio 2001  | Bill Clinton      |
| Karen Hughes           | 20 gennaio 2001  | 2 ottobre 2001   | George W. Bush    |
| Dan Bartlett           | 2 ottobre 2001   | 5 gennaio 2005   | George W. Bush    |
| Nicolle Wallace        | 5 gennaio 2005   | 24 luglio 2006   | George W. Bush    |
| Kevin Sullivan         | 24 luglio 2006   | 20 gennaio 2009  | George W. Bush    |
| Ellen Moran            | 20 gennaio 2009  | 21 aprile 2009   | Barack Obama      |
| Anita Dunn             | 21 aprile 2009   | 30 novembre 2009 | Barack Obama      |
| Dan Pfeiffer           | 30 novembre 2009 | 25 gennaio 2013  | Barack Obama      |
| Jennifer Palmieri      | 25 gennaio 2013  | 1 aprile 2015    | Barack Obama      |
| Jen Psaki              | 1 aprile 2015    | 20 gennaio 2017  | Barack Obama      |
| Sean Spicer            | 20 gennaio 2017  | 6 marzo 2017     | Donald Trump      |
| Mike Dubke             | 6 marzo 2017     | 2 giugno 2017    | Donald Trump      |
| Sean Spicer            | 2 giugno 2017    | 21 luglio 2017   | Donald Trump      |
| Anthony Scaramucci     | 21 luglio 2017   | 31 luglio 2017   | Donald Trump      |
| Hope Hicks             | 16 agosto 2017   | 29 marzo 2018    | Donald Trump      |
| Bill Shine             | 5 luglio 2018    | 8 marzo 2019     | Donald Trump      |
| Stephanie Grisham      | 1º luglio 2019   | 7 aprile 2020    | Donald Trump      |
| Kate Bedingfield       | 20 gennaio 2021  | 1º marzo 2023    | Joe Biden         |
| Ben LaBolt             | 1º marzo 2023    | 20 gennaio 2025  | Joe Biden         |
| Steven Cheung          | 20 gennaio 2025  | in carica        | Donald Trump      |